# フランセス・ベイ
フランセス・ベイ（Frances Bay,  1919年1月23日 - 2011年9月15日）は、カナダ出身の女優である。

## 来歴
1919年、カナダアルバータ州のマンヴィルに生まれる。ウクライナからのユダヤ系移民だった。第二次世界大戦前はカナダ放送協会のラジオ番組のホストとして活躍。ニューヨークで演技を学び、59歳で女優としてのキャリアをスタートさせ、活動の場をアメリカに移して1978年にゴールディ・ホーン、チェビー・チェイスら出演のコメディ映画『ファール・プレイ』で映画デビューを果たした。その後は数々のテレビドラマシリーズや映画への出演を重ね、女優としての確固たる地位を確立。
一時期はデヴィッド・リンチ監督の常連女優として知られ、カイル・マクラクランと共演した『ブルーベルベット』やニコラス・ケイジ主演の『ワイルド・アット・ハート』、またリンチがプロデュースしたテレビドラマシリーズ『ツイン・ピークス』などへも出演している。

### 私生活
1946年にチャールズ・ベイと結婚し、1児の母親となったが、一人息子のイーライ・ジョシュア・ベイは1970年に23歳で死去している。夫のチャールズも2002年に死去。ベイ自身は80歳を超えても精力的に女優活動を続けていたが、2011年、肺炎のためカリフォルニア州の病院で死去した。92歳だった。

## 出演作品

### 映画
- ファール・プレイ Foul Play (1978)
- 揺れる愛 Head Over Heels (1979)
- トッパー Topper (1979) ※テレビ映画
- The Attic (1980)
- エイミー Amy (1981)
- ドリーム・オン! Dream On! (1981)
- Callie & Son (1981) ※テレビ映画
- 新・おかしな二人/バディ・バディ Buddy Buddy (1981)
- 二重露出/死のシャッター Double Exposure (1983)
- プライベイトスクール Private School (1983)
- セカンド・サイト/光と影の中で Second Sight: A Love Story (1984) ※テレビ映画
- ベスト・キッド Karate Kid (1984)
- The President of Love (1984)
- 映画の作り方教えます Movers & Shakers (1985)
- Amos (1985) ※テレビ映画
- The Eagle and the Bear (1985) ※テレビ映画
- ノーマッズ Nomads (1986)
- ブルーベルベット Blue Velvet (1986)
- ミディアム・レア Medium Rare (1987)
- ピーウィーの空飛ぶサーカス Big Top Pee-wee (1988)
- Police Story: Monster Manor (1988) ※テレビ映画
- ツインズ Twins (1988)
- ベスト・キッド3/最後の挑戦 The Karate Kid, Part III (1989)
- ワイルド・アット・ハート Wild at Heart (1990)
- アラクノフォビア Arachnophobia (1990)
- グリフターズ/詐欺師たち The Grifters (1990)
- ペンデュラム/悪魔のふりこ The Pit and the Pendulum (1991)
- クリッター3 Critters 3 (1991)
- Grave Secrets: The Legacy of Hilltop Drive (1992)
- ツイン・ピークス ローラ・パーマー最期の7日間 Twin Peaks: Fire Walk with Me (1992)
- ルームメイト Single White Female (1992)
- Inside Monkey Zetterland (1992)
- ザ・ネイバー/恐怖の館 The Neighbor (1993)
- ペーパーボーイ 真夏の引力 The Paper Boy (1994)
- マウス・オブ・マッドネス In the Mouth of Madness (1994)
- 俺は飛ばし屋 プロゴルファー・ギル Happy Gilmore (1996)
- Never Too Late (1996)
- Rossini's Ghost (1996) ※テレビ映画
- ミセス・ラスベガスの幸せになれる方法 Sparkler (1997)
- Mitzi & Joe (1997)
- Krippendorf's Tribe (1998)
- パトリシア・アークエットのグッバイラバー Goodbye Lover (1998)
- Forever Love (1998) ※テレビ映画
- The Simple Life of Noah Dearborn (1999) ※テレビ映画
- GO!GO!ガジェット Inspector Gadget (1999)
- The Operator (2000)
- Stranger Than Fiction (2000)
- A Day in a Life (2000)
- ウェディング・プランナー The Wedding Planner (2001)
- Finder's Fee (2001)
- キス・ザ・ブライド Kiss the Bride (2002)
- The Movie Hero (2003)
- In the Land of Milk and Money (2004)
- Annie's Point (2005) ※テレビ映画
- エドモンド Edmond (2005)
- デスリング Ring Around the Rosie (2006) ※ビデオ作品
- Repo Chick (2009)
- Pickin' & Grinnin' (2010)
- ベア・ナックルズ Bare Knuckles (2010)

### テレビドラマ
- Mary Tyler Moore (1977)
- 探偵ハート&ハート Hart to Hart (1979, 1980)
- ジェファーソンズ The Jeffersons (1981)
- 爆発!デューク The Dukes of Hazzard (1981)
- フラミンゴ・ロード Flamingo Road (1981)
- Father Murphy (1982)
- ハッピーデイズ Happy Days (1982, 1984)
- アメリカン・プレイハウス American Playhouse (1983)
- Lottery! (1983)
- シェリー・デュヴァルのフェアリー・テイル・シアター Faerie Tale Theatre (1983)
- 探偵レミントン・スティール Remington Steele (1983)
- アリス Alice (1984)
- ファミリータイズ Family Ties (1984)
- 女刑事キャグニー&レイシー Cagney & Lacey (1985)
- 世にも不思議なアメージング・ストーリー Amazing Stories (1985)
- サンタ・バーバラ Santa Barbara (1986)
- パトカーアダム30 T.J. Hooker (1986)
- ヒルストリート・ブルース Hill Street Blues (1986)
- リップタイド探偵24時 Riptide (1986)
- サイモン&サイモン Simon & Simon (1986)
- 探偵マイク・ハマー Mike Hammer (1986)
- My Sister Sam (1987)
- St. Elsewhere (1987)
- オールドルーキー The Oldest Rookie (1987)
- ヒューストン・ナイツ Houston Knights (1988)
- ゴールデン・ガールズ The Golden Girls (1988)
- The Cavanaughs (1989)
- ニューハート Newhart (1989)
- ドラグネット Dragnet (1989)
- エイリアン・ネイション Alien Nation (1990)
- アルフ ALF (1990)
- Equal Justice (1990)
- ハリウッド・ナイトメア Tales from the Crypt (1990)
- Over My Dead Body (1990)
- True Colors (1990)
- 名探偵ダウリング神父 Father Dowling Mysteries (1990)
- パシフィック・ステーション Pacific Station (1991)
- マトロック Matlock (1991)
- ライフ・ゴーズ・オン Life Goes On (1991, 1992)
- タイムマシーンにお願い Quantum Leap (1992)
- ベイビートーク Baby Talk (1992)
- Who's the Boss? (1992)
- L.A.ロー 七人の弁護士 L.A. Law (1992)
- Middle Ages (1992)
- Empty Nest (1992, 1993)
- Down the Shore (1992)
- ストリートリーガル Street Legal (1993)
- フェノム Phenom (1994)
- Dave's World (1994)
- The 5 Mrs. Buchanans (1994)
- Xファイル The X-Files (1994) ※シーズン2第11話「不老」に出演。
- ザ・コミッシュ The Commish (1995)
- ザ・クルー The Crew (1995)
- ジェシカおばさんの事件簿 Murder, She Wrote (1995)
- Courthouse (1995)
- となりのサインフェルド Seinfeld (1996, 1998)
- アボンリーへの道 Road to Avonlea (1996)
- Suddenly Susan (1997)
- Life with Roger (1997)
- Dr.マーク・スローン Diagnosis Murder (1997)
- プレイヤーズ Players (1997)
- クルーレス Clueless (1998)
- The Hughleys (1998 - 2000)
- FBI犯罪特捜班 C－16 C-16: FBI (1998)
- Beyond Belief: Fact or Fiction (1998)
- Style & Substance (1998)
- ダ・ヴィンチの検視 Da Vinci's Inquest (1999)
- ER緊急救命室 ER (2001)
- ボブ・パターソン Bob Patterson (2001)
- チャームド Charmed (2002)
- My Wife and Kids (2002)
- Presidio Med (2002)
- シークレット・アイドル ハンナ・モンタナ Hannah Montana (2006)
- Cavemen (2007)
- グレイズ・アナトミー 恋の解剖学 Grey's Anatomy (2009)
- ザ・ミドル 中流家族のフツーの幸せ The Middle (2009 - 2011)

## 参照
1. 1 2 3 4  “Frances Bay Biography”. 2014年8月16日閲覧。
2. ↑  https://www.huffpost.com/entry/frances-bay-dead-dies_n_968338